# Панфілова Марія Олександрівна
Марія Олександрівна Панфілова, до шлюбу Саділова (нар. 11 жовтня 1987, Перм, СРСР) — російська, українська та білоруська біатлоністка, учасниця етапів кубка світу з біатлону, дворазова призерка чемпіонатів Європи в естафеті та чемпіонка Європи серед юніорів.

## Кар'єра в Кубку світу
Першим роком Марії в біатлоні став 2007 рік, а починаючи з 2009 року вона почала виступати за збірну Росії з біатлону. У 2013 році прийняла українське громадянство. Дебют Марії за збірну України відбувся на Чемпіонаті Європи з біатлону, де вона виборала бронзову медаль в естафетній гонці. Наступного тижня Марія вперше взяла участь у гонках Кубка світу у складі української збірної. Загалом вона виступила на 2 етапах Кубка світу і у всіх гонках їй вдалося набрати залікові бали, що дало їй можливість посісти 47 місце в загальному заліку біатлоністів за підсумками сезону 2012/2013.
- Дебют в кубку світу — 5 грудня 2009 року в спринті в Естерсунді — 75 місце.
- Перше попадання в залікову зону — 1 березня 2013 року в спринті в Осло — 17 місце.
- Перший подіум — 10 березня 2013 року в естафеті в Сочі — 2 місце.

## Кубок світу
- 2012–2013 — 47-е місце (99 очок)

## Статистика стрільби
| № п/п | Сезон     | Загальна       | Індивідуальна гонка | Спринт        | Гонка переслідування | Мас-старт      | Естафета       |
| ----- | --------- | -------------- | ------------------- | ------------- | -------------------- | -------------- | -------------- |
| 1     | 2009-2010 | 60,0 % (6/10)  | 0,0 % (0/0)         | 60,0 % (6/10) | 0,0 % (0/0)          | 0,0 % (0/0)    | 0,0 % (0/0)    |
| 2     | 2012—2013 | 73,6 % (67/91) | 85,0 % (17/20)      | 90,0 % (9/10) | 55,0 % (11/20)       | 65,0 % (13/20) | 90,9 % (10/11) |